# وووچکووو
وووچکووو (به لاتین: Wołczkowo) یک روستا در لهستان است که در Dobra, Police County واقع شده‌است.